# Дельтатеридии
Дельтатеридии (лат. Deltatheridium) — род вымерших мезозойских млекопитающих из семейства Deltatheridiidae отряда Дельтатероиды (Deltatheroida). Обитали во времена позднемеловой эпохи на территории современных Казахстана и Монголии. Жили примерно 80 млн лет назад.

## Описание
Внешне напоминали современных землероек, однако относились к сумчатым млекопитающим, а не к насекомоядным.
Дельтатеридии были насекомоядными, также употребляли в пищу небольших рептилий.

## Систематика
Систематики не смогли прийти к единому мнению об объемлющем таксоне рода. Обычно его относят к семейству Deltatheridiidae из клады метатериев (Metatheria), но некоторые учёные включают его в саму кладу метатериев или ещё более общую кладу Boreosphenida.

### Классификация
По данным сайта Paleobiology Database, на ноябрь 2020 года в этот вымерший род включают 2 вида и 2 подвида:
- Deltatheridium nessovi Averianov, 1997
- Deltatheridium pretrituberculare Gregory & Simpson, 1926typus
  - D. p. pretrituberculare Gregory & Simpson, 1926
  - D. p. tardum Kielan-Jaworowska, 1975